# Beáta
Beáta est un prénom hongrois féminin.

## Équivalents
- Beata